# فولتا (أدب)
في الشعر، فإن فولتا، أو المنعطف، هو تحول خطابي أو تغيير جذري في الفكر أو العاطفة. ينظر المنعطفات في جميع أنواع الشعر المكتوب.

## المصطلح
لقد انقلب دور الشعر بالعديد من الأسماء. في "The Poem in Countermotion"، الفصل الأخير من «ماذا تعني القصيدة؟»، يصف جون سياردي بدوره «نقطة ارتكاز». في قصيدة Art، يستخدم روزنتال مصطلحين مختلفين لأنواع مختلفة من المنعطفات: «التحويرات اللطيفة، أو في أقصى نهايات المنعطفات من التركيز أو التركيز أو الميل العاطفي (عزم الدوران)». يشير هانك اليزر في المقام الأول إلى المنعطف باعتباره «انحرافًا»، متسائلاً «هل هناك غنائية من النوع الذي يمكن وصفه في الانحناء؟ بالنسبة لتلك القصائد التي يكون فيها المنحنى، المنعطف، التغيير المفاجئ في الاتجاه جزءًا لا يتجزأ، هل يمكننا أن نبدأ في التعبير عن دقة هل هناك تقدير غنائي يمكن وصفه وفردية في الانحراف؟» ما يسميه ليزلي أولمان «مركز» القصيدة إلى حد كبير هو دور القصيدة.